# El Temple (Huesca)
El Temple es una localidad de la comarca Hoya de Huesca que pertenece al municipio de Gurrea de Gállego en la provincia de Huesca. Su distancia a Huesca es de 36 km. Tenía una población de 424 habitantes según el censo de 2016.

## Historia
El Temple es un pueblo de colonización construido durante el periodo franquista. Proyectado por el Instituto Nacional de Colonización en 1946, fue diseñado por el arquitecto zaragozano José Borobio, y fue el primer núcleo proyectado por este organismo en la provincia de Huesca. Se consideró terminado en 1952, y fue inaugurado oficialmente en 1953, si bien es cierto que las obras continuaron años después.

## Escudo
Escudo cuadrilongo de base redondeada. De gules, faja de azur ribeteada de plata; en jefe, arado contornado, de oro; en punta, dos espigas altas, de oro, en aspa. Al timbre, Corona Real cerrada.

## Paridera Alta y Baja
En sus inicios fue ocupado por un grupo de colonos, que se instalaron en un paraje denominado "Paridera Alta y Baja", llegados tanto de los pueblos de los alrededores (Alcalá de Gurrea, Épila, Piedratajada, Contamina, Gurrea de Gállego o La Paúl) como de zonas de Andalucía. Desde entonces hasta ahora, la población ha aumentado hasta más de 400 habitantes.
Este paraje ha sido uno de los escenarios elegidos por la directora de cine aragonesa Paula Ortiz para el rodaje de la película La novia (película de 2015).

## Monumentos
La arquitectura del pueblo es representativa de la obra del Instituto Nacional de Colonización, que fue su promotor.
La iglesia, dedicada a Nuestra Señora de la Asunción, es quizá el monumento más destacado.
En su interior, sobresale la pintura del altar mayor -titulada Quince de Agosto-, del pintor zaragozano José Baqué Ximénez. Se completa la iglesia con imaginería religiosa, como la Virgen de los Puñales, San Isidro Labrador, el Cristo Yacente, o la imagen de Nuestra Señora de El Temple.
Además, el pueblo cuenta con una zona de camping parcelado y piscinas municipales. Y junto a ellos, un parque con zona de columpios, pista de tenis, petanca y frontón.
También se construyó un parque en honor a Celia Ibort, una de las primeras maestras de El Temple (de la Escuela hoy denominada Francisco de los Ríos) en reconocimiento a sus muchos años de labor en la enseñanza.

## Fiestas
El Temple celebra el día 15 de agosto sus fiestas mayores en honor a Nuestra Señora de la Asunción. Además, coincidiendo con el puente de mayo, El Temple celebra sus Fiestas de Primavera y el último fin de semana de julio tiene lugar la Presentación de Mairalesas. Por otra parte también, el 15 de mayo tienen lugar las Primeras Comuniones.
En mayo de 2003 se celebró el 50 Aniversario de su fundación con una gran fiesta a la que asistieron varios políticos y otras autoridades de la provincia de Huesca.

## Grupo Folklórico San Isidro
En 1964, se fundó en El Temple una rondalla de jota, gracias a la iniciativa de su párroco, Jesús Aísa. En  diciembre de ese mismo año, esta agrupación logró su primer éxito, ganando el quinto premio del Tercer Concurso Nacional de Danzas Regionales organizado en Madrid por el Instituto Nacional de Colonización. Interpretaron la jota de San Lorenzo, la jota de Antillón, las seguidillas de Leciñena y el bolero de Caspe.
Hoy en día todavía se mantiene la formación, destacando entre su repertorio la creación de la "Jota de El Temple", emotivo recuerdo a la historia del núcleo y sus pobladores.

## Escudo
Escudo cuadrilongo de base redondeada. De gules, faja de azur ribeteada de plata; en jefe, arado contornado, de oro; en punta, dos espigas altas, de oro, en aspa. Al timbre, Corona Real cerrada.